# ホンダ・S800
S800（エスはっぴゃく）は、本田技研工業がかつて生産、販売していた小型スポーツカーである。
略称は「S8（エスハチ）」。

## 概要
ホンダ・S500、ホンダ・S600に引き続き、Sシリーズの第3弾として1966年1月から1970年5月の間に生産され、それまでと同様に京浜精機製作所製の4連CVキャブレターと、等長エキゾーストマニホールドを装備している。水冷直列4気筒DOHCエンジンをフロントへ縦置きとされ、デフから先の動力伝達に2本のローラーチェーンを用いる後輪独立懸架が主な特徴である。ブレーキは前後ともドラムブレーキだが、オプション装備としてフロントディスクブレーキが選択可能だった。
シリーズ3作目となるエンジンは、ボア×ストロークがφ60.0mm×70.0mmまで拡大され、排気量は791cc、圧縮比は9.2:1となり、最高出力は70PS/8,000rpm、最大トルクは6.7kgf·m/6,000rpmまで向上し、0 - 400m加速は16.9秒、最高速度は160km/hと発表された。エンジンフードの右側にはパワーバルジがあるが、これはダミーである（機械式のインジェクション搭載計画の名残との説があるが、パワーバルジをデザインした当事者である岩倉信弥は自身のコラムで、パワーバルジは外観上の特徴を求める本田宗一郎の要求を満たすべく設けたもので、機能的な意味合いはなかったことを明かしている）。
ボディータイプも従来通りの、オープンとシューティングブレーク風のクーペ2種類が用意された。
先述のとおり、当初はチェーンドライブであり、リアサスペンションはチェーンケース自体がトレーリングアームを兼ね、それにコイルスプリングを組み合わせた仕様だったが、1966年4月に一般的なコイルスプリングと4リンク+パナールロッドのリジッドアクスルの組み合わせとなった（ホンダはライブアクスル方式と呼称した）。
1968年5月には海外向け（AES800C）特に北米向けを基本に国内向け（AS800C）に手直ししたS800Mが発売された。フロントディスクブレーキ]や13インチラジアルタイヤ、オートチューニングラジオ、ヒーター、サブマフラー、さらにフロントフェンダー、リヤクオーターにはサイドマーカーが装備されている。S800Mでは国内向けはオープンのみでクーペは廃止された。
1970年7月をもって生産が終了した。総生産台数は11,406台であった。

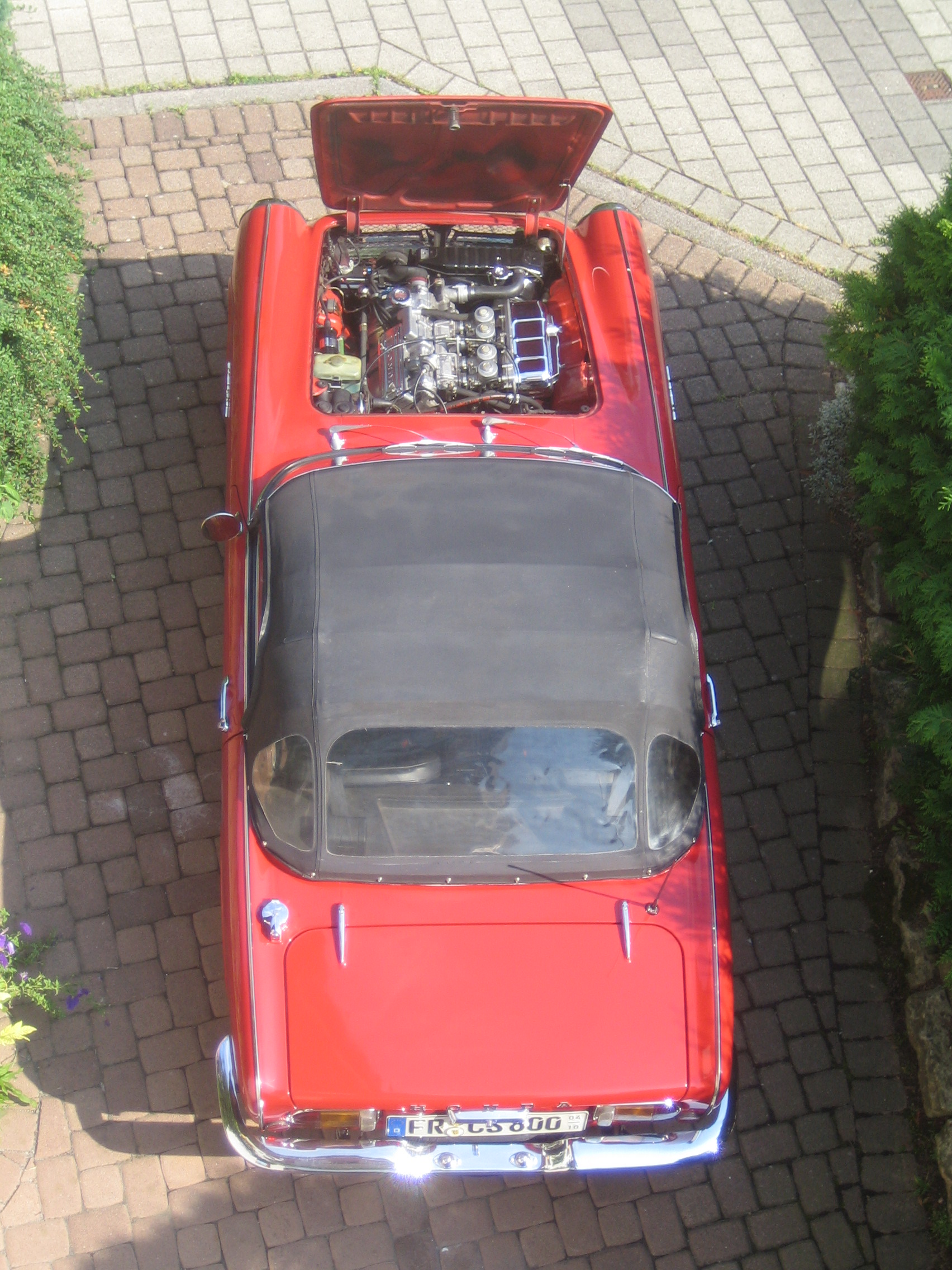
幌を閉じた状態
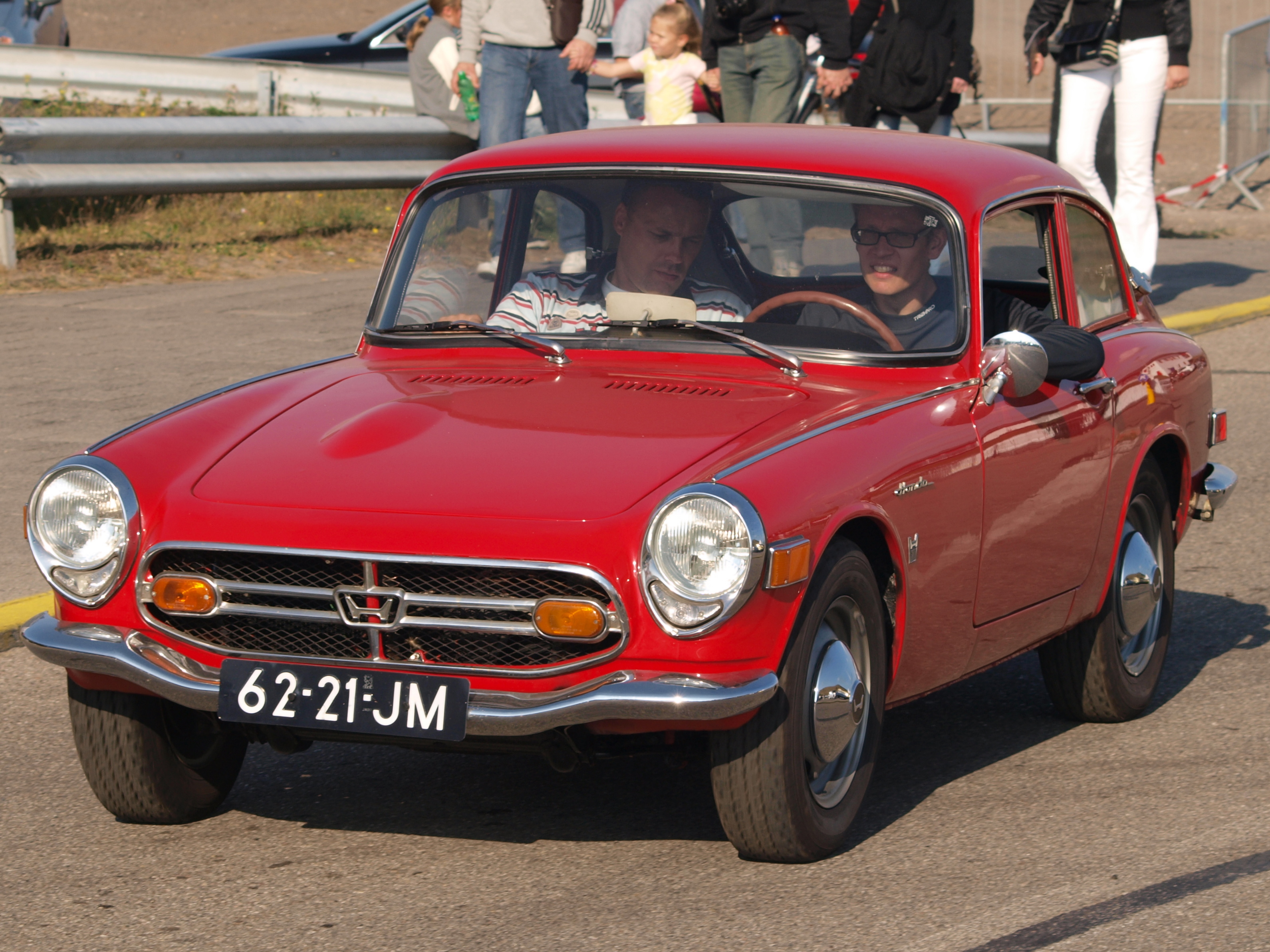
S800クーペ（フロント）
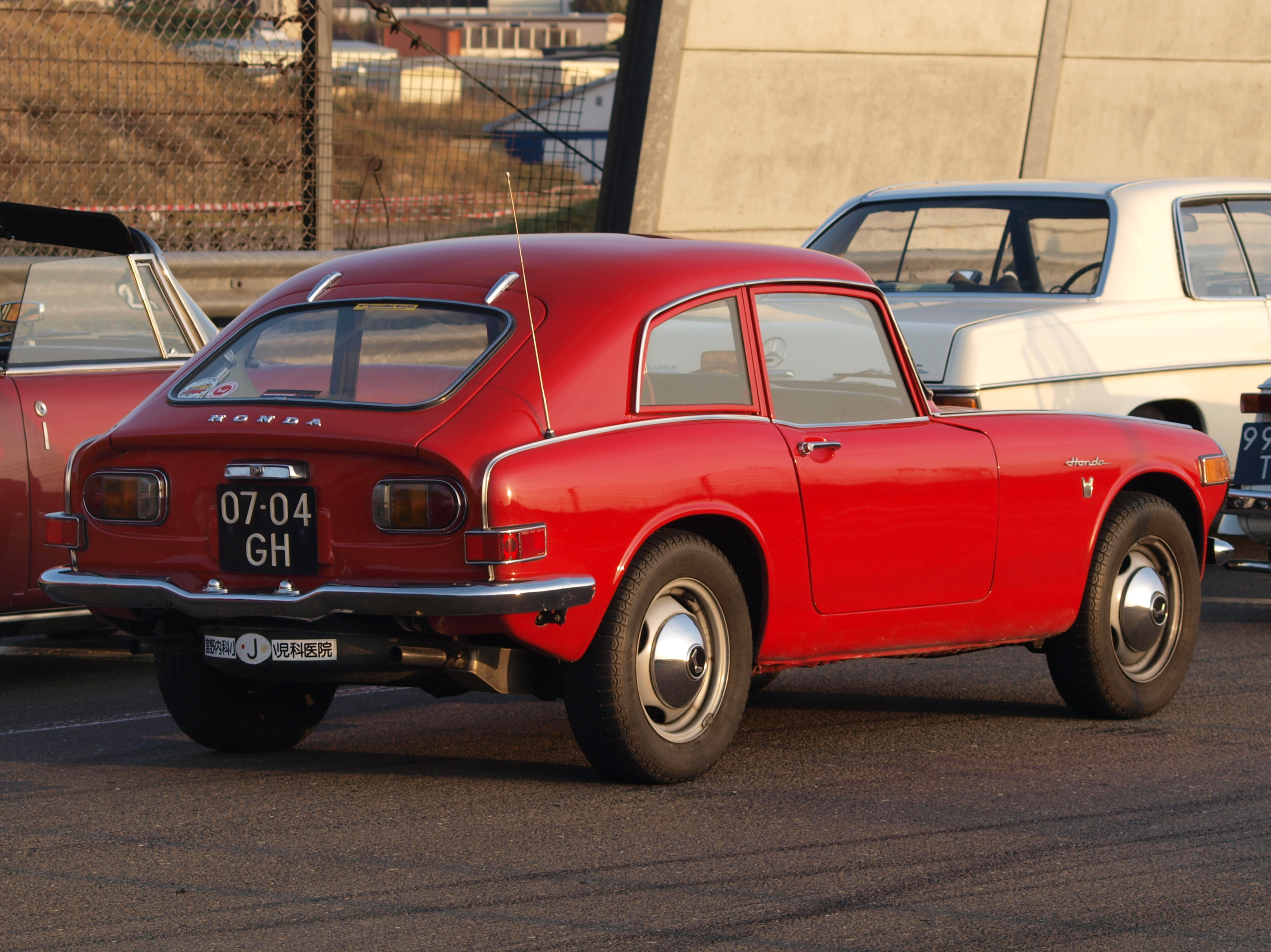
S800クーペ（リア）
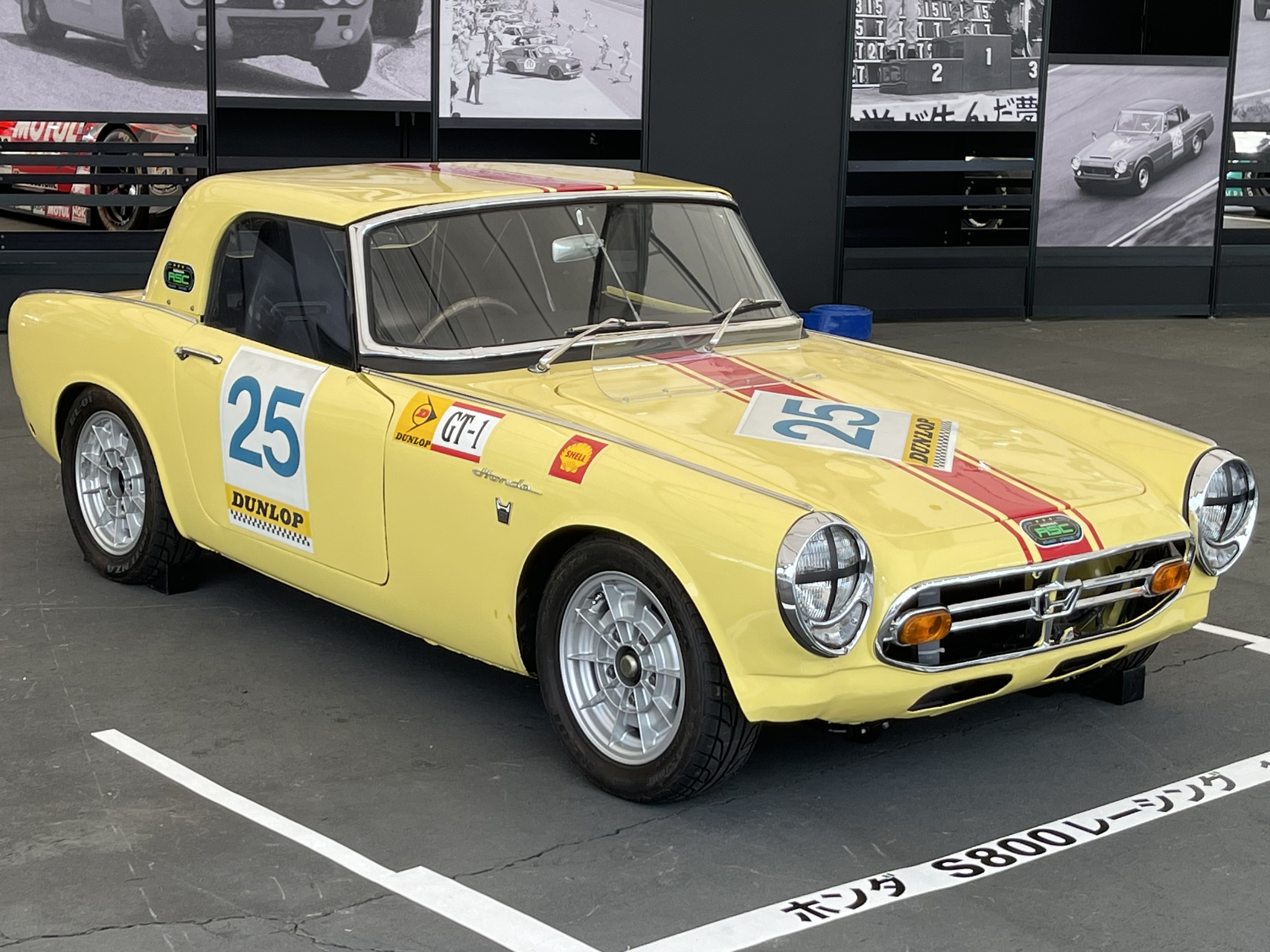
RSC仕様車
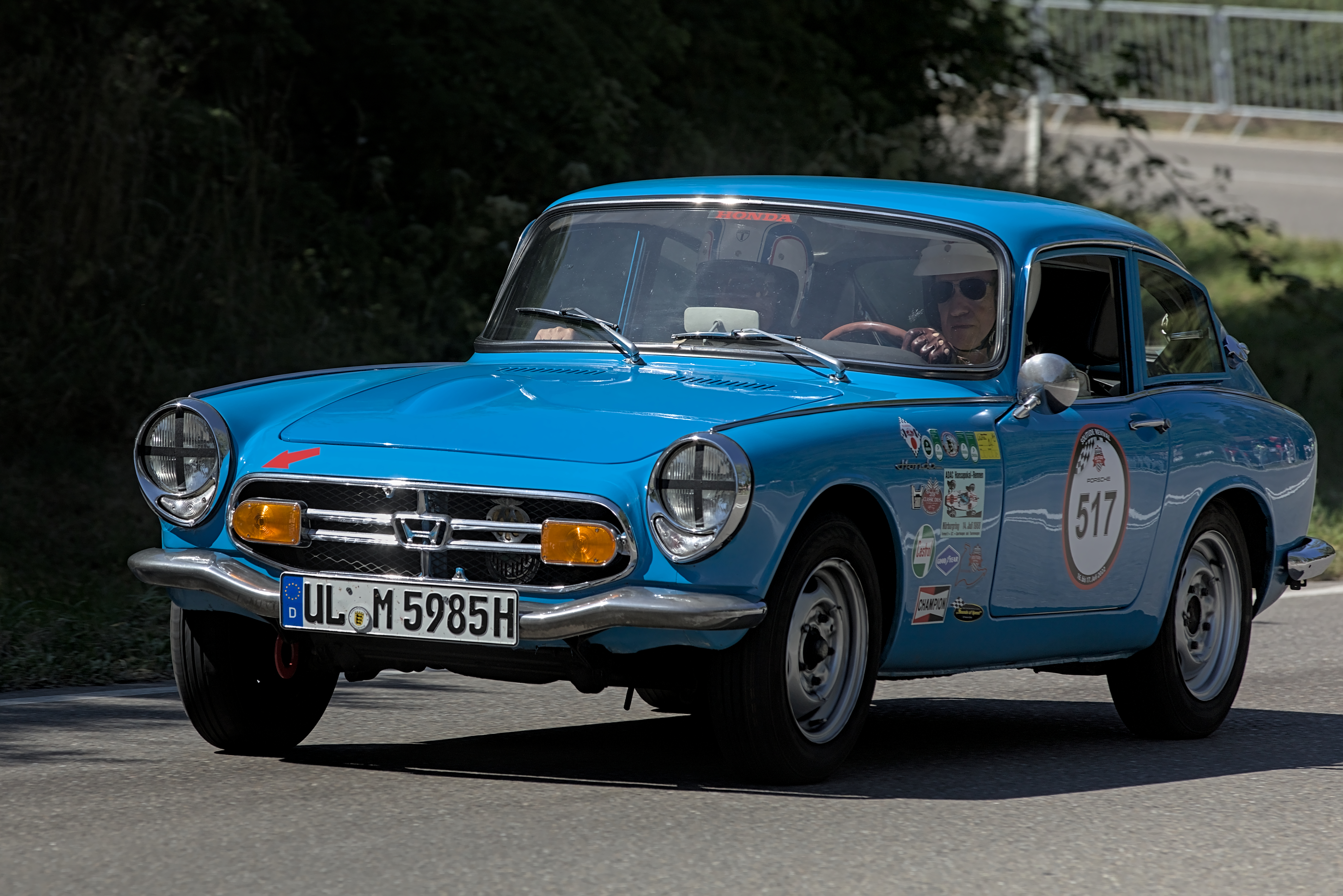
ソリチュード・リバイバル2022にて撮影されたS800

## 搭載エンジン
AS800E型
- エンジン種類：水冷直列4気筒縦置き
- 弁機構：DOHCニードルローラーベアリング
- 排気量：791cc
- 内径×行程：60.0mm×70.0mm
- 圧縮比：9.2
- 最高出力：70PS/8,000rpm

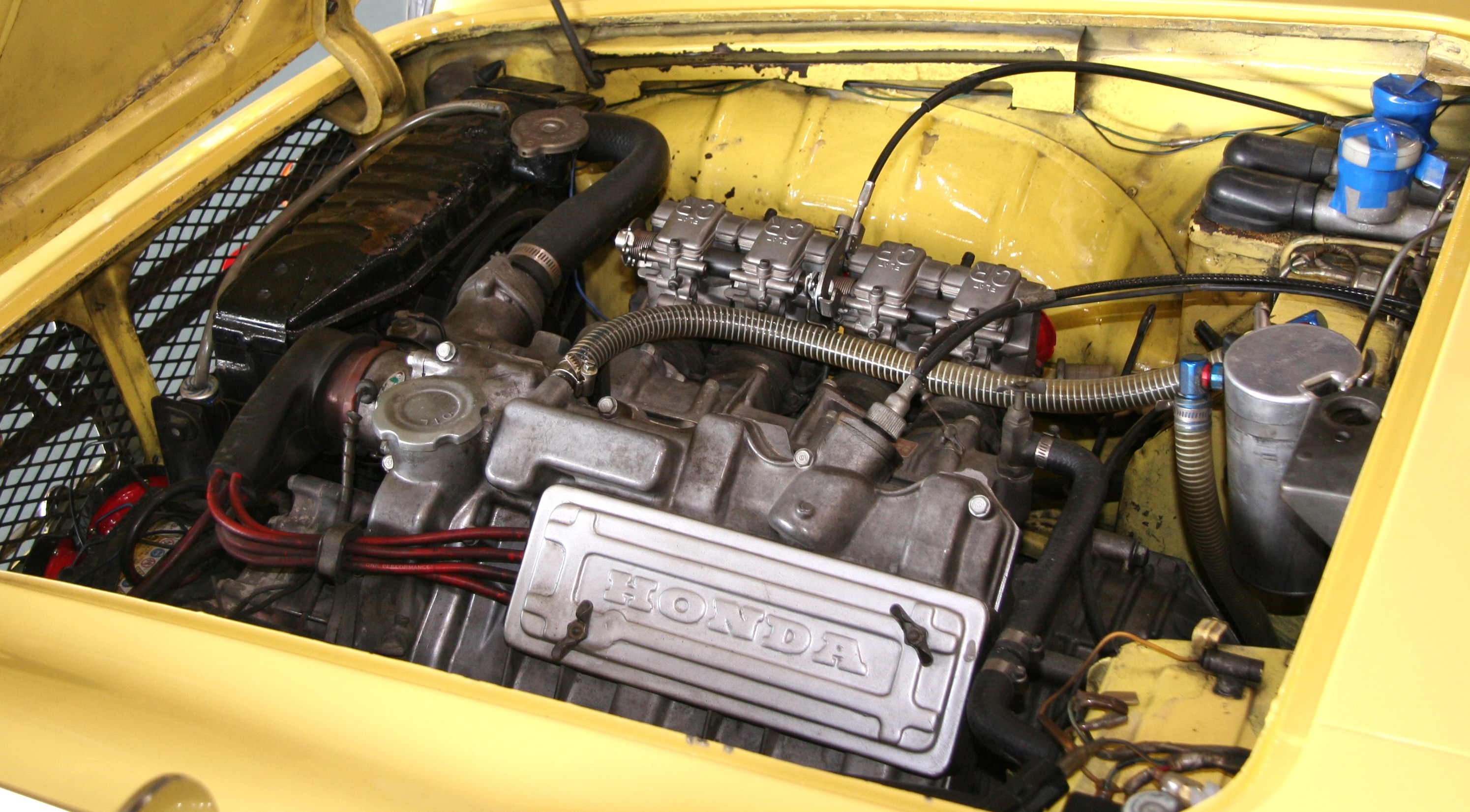
AS800E型エンジン

- 最大トルク：6.7kgf·m/6,000rpm
- 燃料供給装置形式：横向可変ベンチュリー型4個
- 使用燃料種類：無鉛レギュラーガソリン[4]
- 燃料タンク容量：30L[1]

## S800を題材とした作品

### テレビドラマ
- プレミアムドラマ「グレースの履歴」（2023年3月19日〜5月7日、NHK BSP）[5]